# John Hurt
John Vincent Hurt (født 22. januar 1940, død 25. januar 2017) var en britisk skuespiller.

## Udvalgt filmografi

### Film
| Udgivelsesår | Titel                                      | Rolle                               | Noter  |
| ------------ | ------------------------------------------ | ----------------------------------- | ------ |
| 1978         | Midnight Express                           | Max                                 |        |
| 1978         | Ringenes herre                             | Aragorn                             | Stemme |
| 1979         | Alien                                      | Kane                                |        |
| 1980         | Elefantmanden                              | Joseph Merrick                      |        |
| 1984         | 1984                                       | Winston Smith                       |        |
| 1985         | Taran og den magiske gryde                 | Den Hornede Konge                   | Stemme |
| 1995         | Rob Roy                                    | James Graham, 1. Hertug af Montrose |        |
| 2000         | Tigerdyrets familiefest                    | Fortæller                           | Stemme |
| 2001         | Harry Potter og de vises sten              | Garrick Ollivander                  |        |
| 2004         | Hellboy                                    | Trevor "Broom" Bruttenholm          |        |
| 2005         | Manderlay                                  | Fortæller                           | Stemme |
| 2005         | V for Vendetta                             | Adam Sutler                         |        |
| 2006         | Parfumen - Historien om en morder          | Fortæller                           | Stemme |
| 2008         | Indiana Jones og Krystalkraniets Kongerige | Dr. Harold Oxley                    |        |
| 2008         | Hellboy II: The Golden Army                | Trevor "Broom" Bruttenholm          |        |
| 2009         | An Englishman in New York                  | Quentin Crisp                       |        |
| 2010         | Harry Potter og Dødsregalierne - del 1     | Garrick Ollivander                  |        |
| 2011         | Harry Potter og Dødsregalierne - del 2     | Garrick Ollivander                  |        |
| 2011         | Melancholia                                | Dexter                              |        |
| 2011         | Dame, konge, es, spion                     | "Control"                           |        |
| 2011         | Immortals                                  | Zeus i menneskeform                 |        |
| 2013         | Only Lovers Left Alive                     | Christopher Marlowe                 |        |

### Tv-serier
| Udgivelsesår | Titel         | Rolle                       | Noter  |
| ------------ | ------------- | --------------------------- | ------ |
| 1976         | Jeg, Claudius | Caligula                    |        |
| 2008-12      | Merlin        | Den Store Drage, Kilgharrah | Stemme |
| 2013         | Doctor Who    | Doktoren                    |        |